# Dia Nacional de Denúncia contra o Racismo
O Dia Nacional de Denúncia contra o Racismo é comemorado no Brasil no dia 13 de maio para chamar a atenção da sociedade para o racismo e desigualdade ainda prevalentes no país.
Tradicionalmente o dia 13 de maio era e é comemorado como o dia da abolição da escravatura, relembrando o 13 de maio de 1888, quando a Princesa Isabel assinou a Lei Áurea. Contudo, o fim do sistema escravista não significou a plena emancipação e integração dos negros à sociedade, ao contrário, permaneceram discriminados, marginalizados e humilhados, geralmente em difíceis condições econômicas e esquecidos pelas políticas públicas. Apesar dos avanços que já ocorreram, ainda hoje estão em situação de inferioridade em todos os indicadores socioeconômicos.

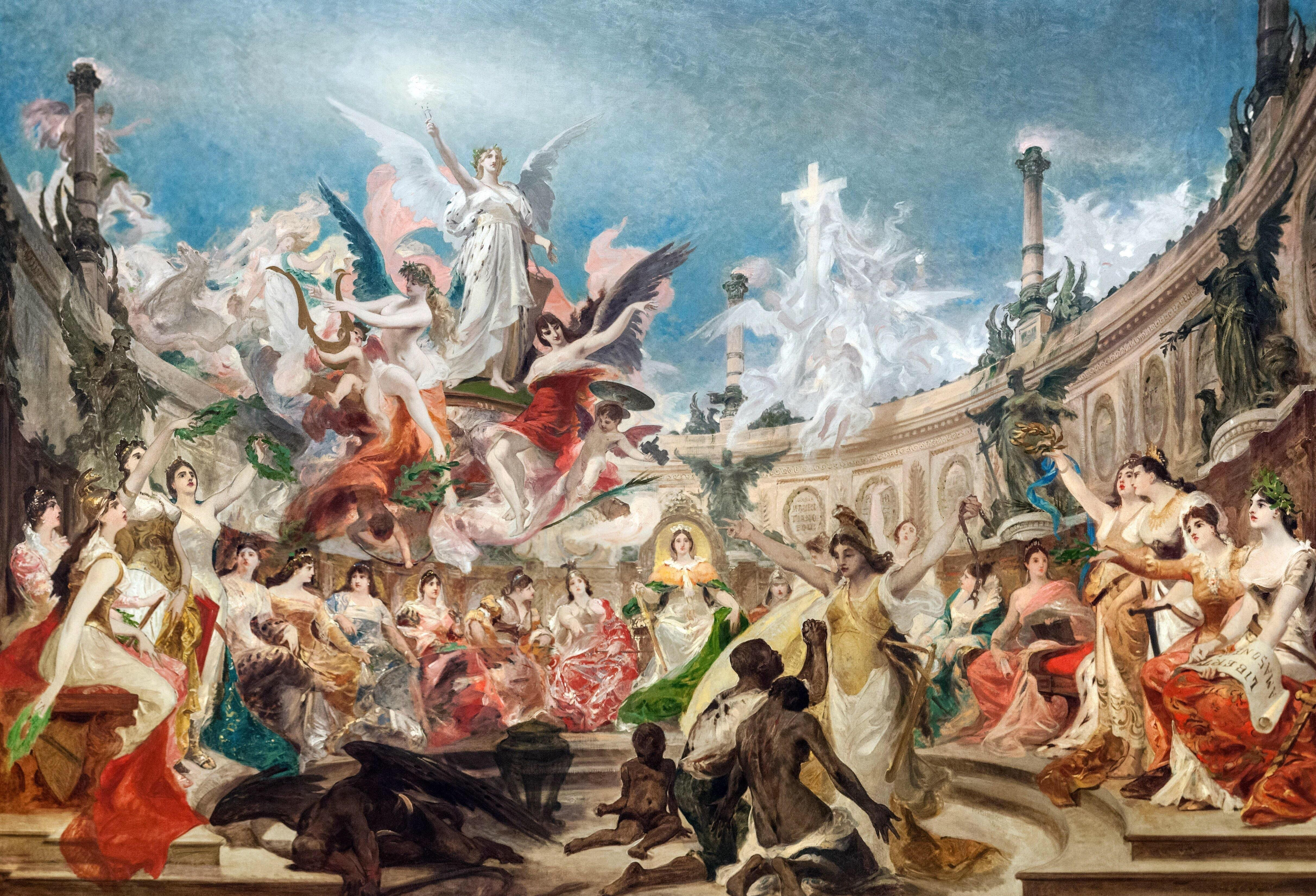
Um exemplo típico da visão romantizada da abolição, em pintura de Pedro Américo

Rejeitando o amplamente difundido mito da democracia racial e a visão tradicional da abolição como uma dádiva, que anulava o protagonismo dos negros na construção da nação e na conquista da sua liberdade, os movimentos negros ressignificaram a data como um dia de luta e reivindicação, denunciando o racismo estrutural ainda profundamente entranhado na sociedade, a desigualdade, a violência e a exclusão a que ainda é sujeita a população negra.
As tentativas de mudança na percepção do 13 de Maio começaram através do Grupo Palmares de Porto Alegre. Em 20 de novembro de 1971 foi realizado um ato no Clube Marcílio Dias celebrando a resistência negra, como um contraponto para a comemoração romantizada da abolição da escravatura, e valorizando o líder quilombola Zumbi dos Palmares, morto pelas forças do capitão Furtado de Mendonça em 20 de novembro de 1695. Outros grupos aderiram à ideia, especialmente depois que o Movimento Negro Unificado, fundado em 1978, encampou a luta por uma revisão da história oficial e se posicionou considerando os festejos em torno da abolição como uma "mentira cívica", passando a denominar a data como Dia Nacional de Denúncia contra o Racismo. O poeta Oliveira Silveira, ativista do Grupo Palmares e presente no ato de 1971, escreveu um poema intitulado Treze de Maio, onde disse:
Treze de Maio traição,
liberdade sem asas
e fome sem pão 
Liberdade de asas quebradas [...]
Os brancos não fizeram mais
que meia obrigação
O que fomos de adubo
o que fomos de sola
o que fomos de burros cargueiros [...] 

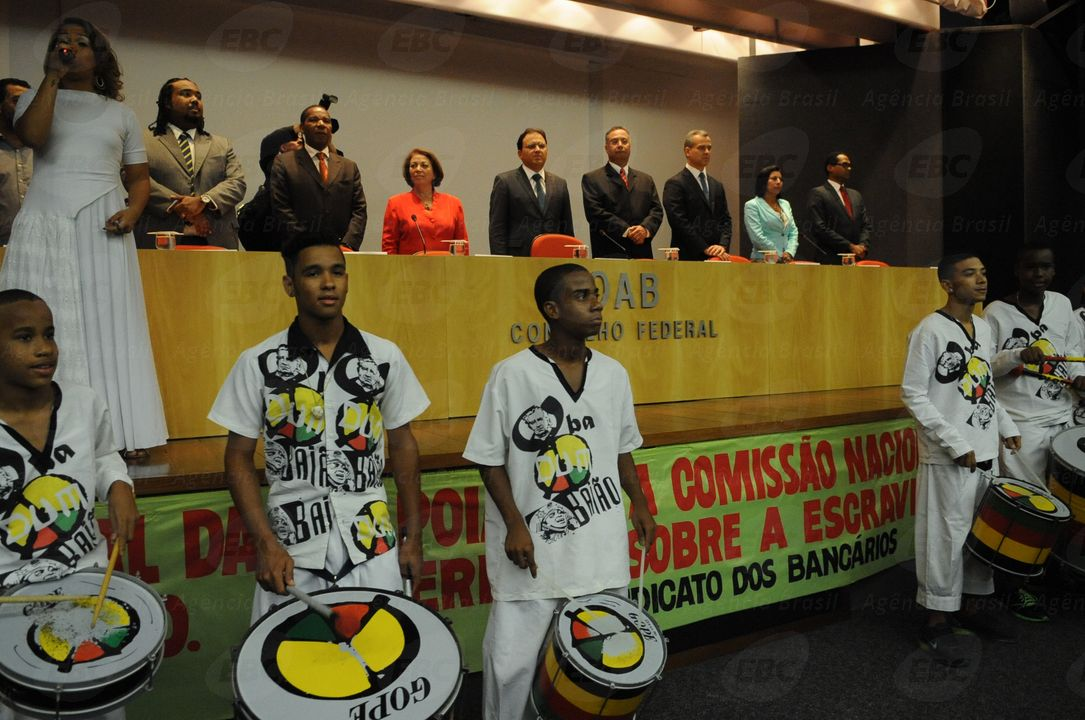
Ato de posse da Comissão da Verdade da Escravidão Negra no Brasil em 2016, parte do movimento de revisão histórica do período escravocrata e de discussão de formas de reparação

Segundo Mateus Santana, da Fundação Palmares, "apesar de um lado da história falar que a generosidade de uma princesa pôs fim ao período escravocrata, os negros afirmam que o fim desse regime foi dado pela luta dos negros escravizados e pela resistência que já durava vários anos. [...] Para os movimentos [negros] a abolição da escravidão não significou liberdade nem a Lei Áurea aboliu a discriminação. [...] O negro saiu da senzala e foi jogado na favela, onde reproduziram-se as mazelas sociais do desemprego, da falta de moradia, da péssima qualidade de saúde e educação, da discriminação racial e da falta de oportunidades". Na visão do frei David Santos, presidente da ONG Educafro, "nenhuma sociedade do mundo deixou uma etnia quase 400 anos escravizada e resolveu [o assunto] apenas com a assinatura de um papel chamado de Lei Áurea. A desigualdade é o fruto da perversidade dos sucessivos partidos políticos que nada ou muito pouco fizeram para compensar o povo negro nestes quatro séculos de escravidão e exclusão".
Segundo a defensora pública Joanara Messias Gomes, o Estado Brasileiro "ainda não conseguiu garantir a plena cidadania à população negra", sendo omisso na criação de políticas públicas e incapaz de frear "as consequências do racismo estrutural e criar mecanismos para conter essa avalanche de desigualdades, principalmente nas áreas saúde, educação, moradia e emprego". Para a cientista social Magali Dantas, a visão romantizada do 13 de Maio "é uma negação epistemológica que apaga os reais protagonistas dessa luta por liberdade. Com efeito, o 13 de Maio foi o resultado de um processo de luta violento e tortuoso – vide a destruição de Palmares – de pessoas negras e não negras, contra a realidade da escravidão no Brasil. Reconhecer que a abolição é um processo inacabado levanta uma discussão que se torna cada vez mais pujante, ou seja, a apresentação de demandas por reparação histórica. As políticas de ação afirmativa são medidas de reparação histórica, no entanto, a resistência contínua que tais políticas encontram em diversos setores da sociedade são provas de que o Brasil não acolhe o seu passado e recusa considerar todos os aspectos da sua memória histórica".
Atos públicos, marchas e protestos são realizados no Dia Nacional de Denúncia contra o Racismo em todos os estados do Brasil e mesmo no exterior.